# Sabadelle (Pereiro de Aguiar)
Sabadelle (llamada oficialmente San Martiño de Sabadelle) es una parroquia y un lugar del municipio español de Pereiro de Aguiar, en la provincia de Orense, Galicia.

## Toponimia
La parroquia también es conocida por el nombre de San Martín de Sabadelle.

## Organización territorial
La parroquia está formada por seis entidades de población, constando cuatro de ellas en el nomenclátor del Instituto Nacional de Estadística español:
- Jubande (Xubande)
- Lagocios
- Parada
- Sabadelle
- San Benito (San Benito da Veiga)(Seoane)
- Vilaboa

## Demografía

### Parroquia
| Gráfica de evolución demográfica de Sabadelle (parroquia) entre 2000 y 2023 |
|                                                                             |
| Datos según el nomenclátor publicado por el INE.                            |

### Lugar
| Gráfica de evolución demográfica de Sabadelle (lugar) entre 2000 y 2023 |
|                                                                         |
| Datos según el nomenclátor publicado por el INE.                        |